# Onze-Lieve-Vrouwebasiliek (Liesse)
De Onze-Lieve-Vrouwebasiliek is een kerk in Liesse-Notre-Dame in Frankrijk.

## Omschrijving
De kerk is opgetrokken in een flamboyante gotische stijl en in het koor vindt men een beeltenis van Onze-Lieve-Vrouw van Liesse, een zogenaamde Zwarte madonna. Dit beeld wordt vereerd onder het patronaat van "Onze Vrouwe van Liesse, bron en reden van onze vreugde" (Notre Dame de Liesse, source et cause de notre joie).

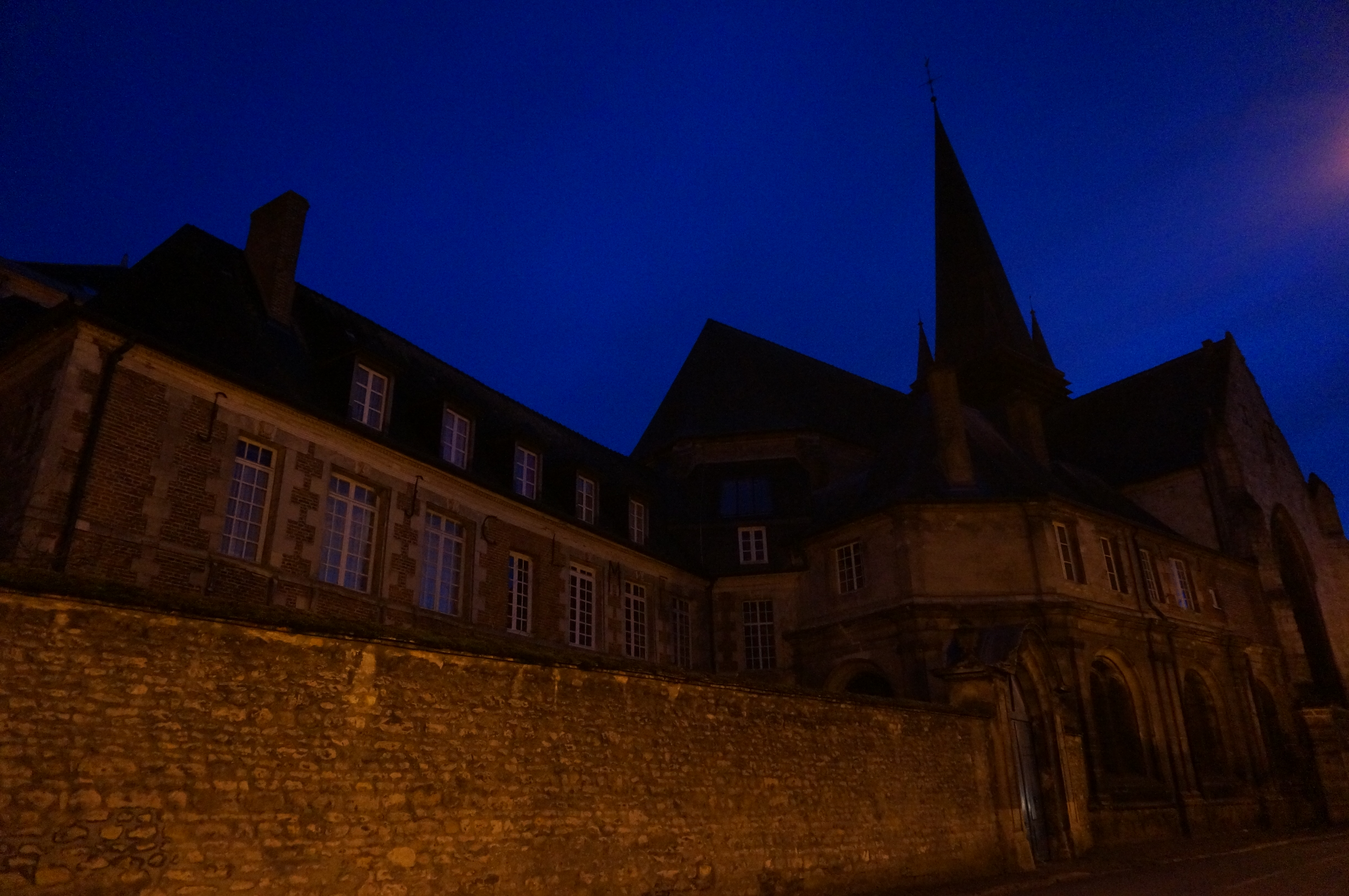
De pastorie en de basiliek.
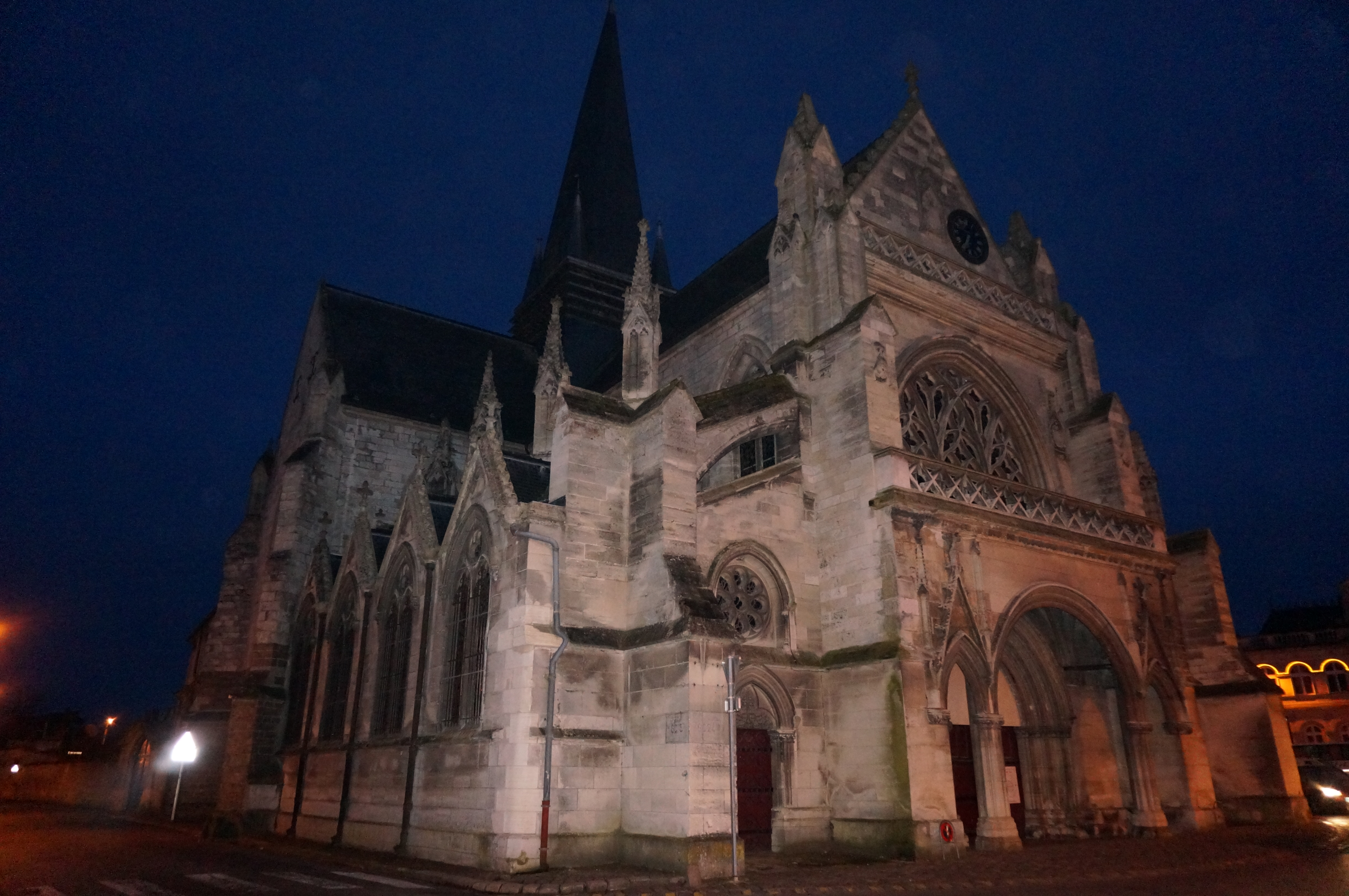
De basiliek.
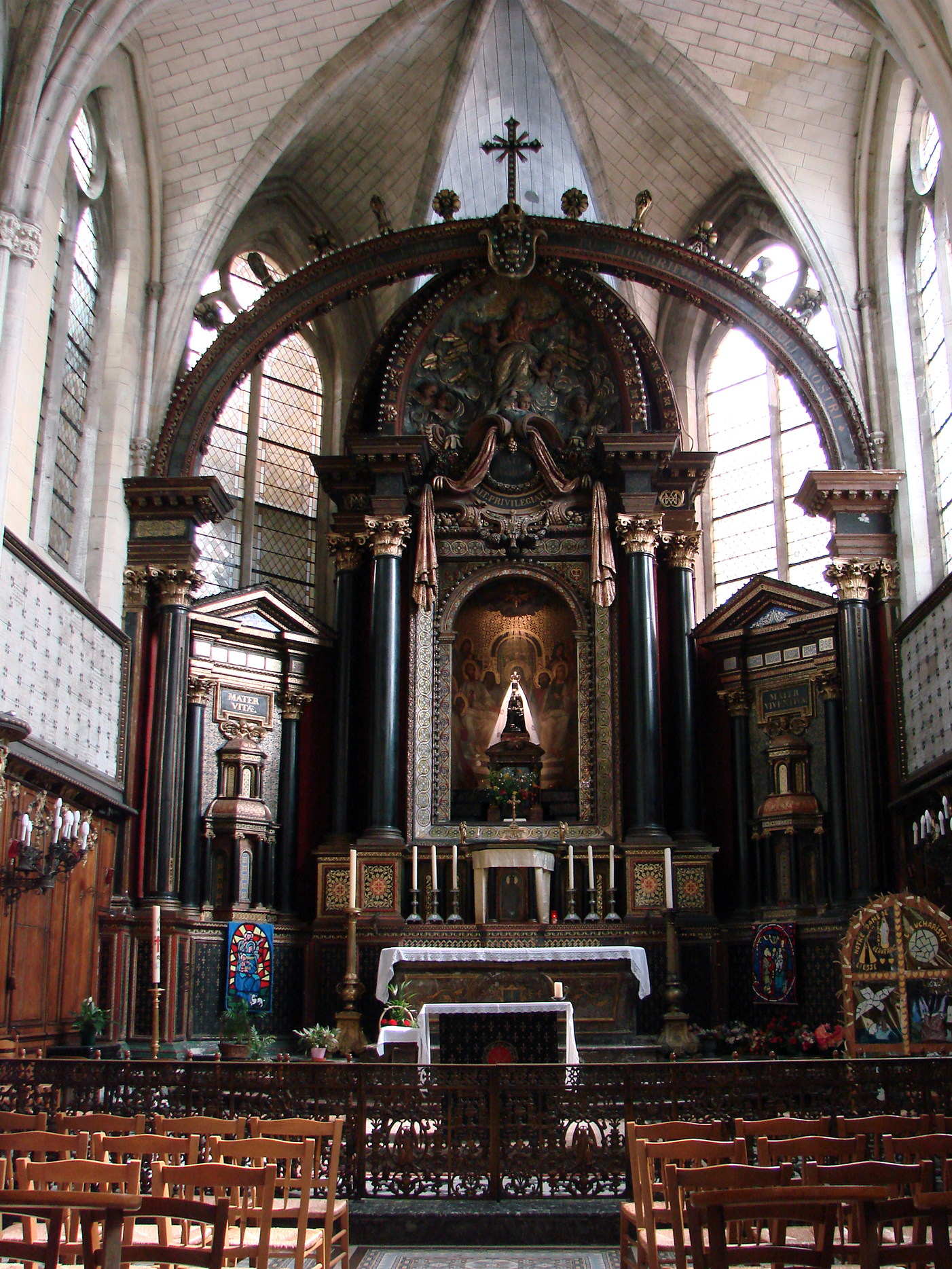
Het koor van de basiliek.
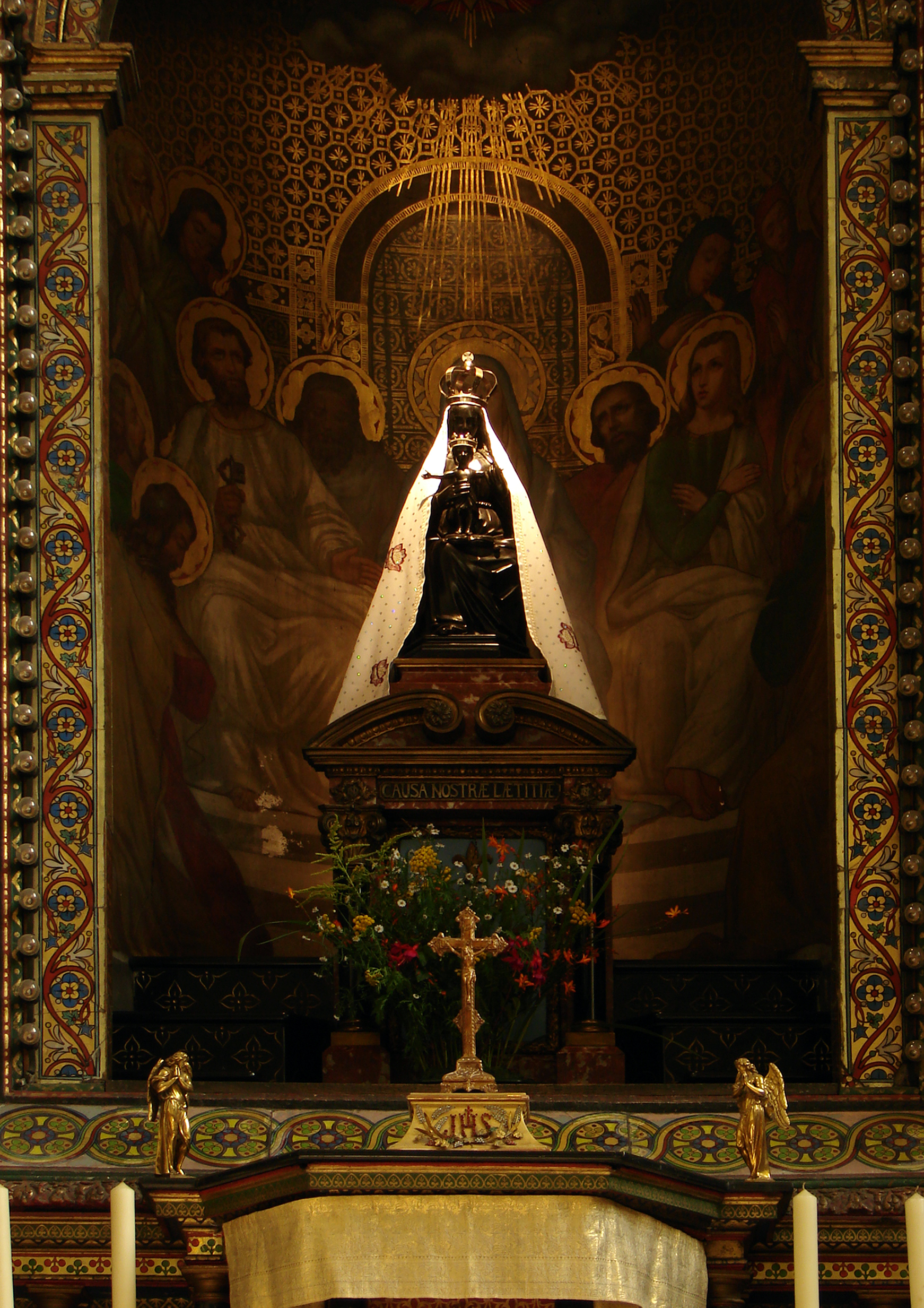
De Zwarte madonna.

## Geschiedenis
De kerk werd in 1134 gebouwd in opdracht van de ridders van Eppes, vervolgens herbouwd in 1384 en ten slotte vergroot in 1480. Men ging op bedevaart om de Zwarte Maagd te eren, verwijzend naar Ismeria, dochter van sultan van Caïro (mogelijk Al-Afdal Shahanshah), die na het leven te hebben gered van de ridders van Eppes ten tijde van de Kruistochten, zich bekeerde tot het christendom en huwde met Robert van Eppes, zoon van Willem II van Eppes. Jeanne d'Arc, Lodewijk XI en Frans I trokken op bedevaart naar dit heiligdom. Lodewijk XIII en Anna van Oostenrijk trokken er meermaals op bedevaart naartoe om aan de Madonna te vragen om de geboorte van een erfgenaam, Lodewijk (Louis Dieudonné), de toekomstige Lodewijk XIV van Frankrijk.
Het monument is geklasseerd als een monument historique in 1920.  In 1923 werd de kerk verheven tot basiliek.